# Comté de Blieskastel
Dans une région marquée par la ligne de partage entre langues romane et germanique, Castres fut le premier nom de Blieskastel, sur la Blies (également appelée Bleuve en langue romane).

Le comté de Castres fut donné par l'empereur Othon Ier, en 960 à Adalbéron Ier de Metz, évêque de Metz, qui l'accorda en fief aux comtes de Lunéville puis (fin XIIe siècle) à la Maison de Lorraine ou aux comtes de Deux-Ponts de la famille de Wittelsbach.
Les évêques réaffirmèrent plusieurs fois leurs droits sur ce fief, accordé au XIIIe siècle aux comtes de Salm, et convoité par les ducs de Lorraine ou les comtes de Sarrebruck.
Le comté passa ensuite sous l'autorité du prince-électeur archevêque de Trèves, Castres (du latin castrum, château) étant germanisé en Blieskastel (château sur la Blies), qui à partir de 1660 l'accorda en fief aux seigneurs (freiherren) von der Leyen, lesquels en firent leur capitale.
Ils en furent chassés par la France révolutionnaire en 1793, qui créa un département de la Sarre rattaché à la France. Libéré de l'Empire français en 1815, le territoire fut partitionné entre la Sarre prussienne et le Palatinat bavarois, attributions que respecta le découpage ultérieur des Länder (Sarre et Rhénanie-Palatinat).

### Sources complémentaires
- Émile Auguste Nicolas Jules Bégin, Histoire des duchés de Lorraine et de Bar, et des trois évêchés, Meurthe, Meuse, Moselle, Vosges, Nancy, Vidart et Jullien, 1833 (lire en ligne), p. 81.
- Augustin Calmet, Notice de la Lorraine : qui comprend les duchés de Bar et de Luxembourg, l'électorat de Trèves, les trois évechés (Metz, Toul, et Verdun) ; l'histoire par ordre alphabétique des villes, etc., Lunéville, Mme George, 1840 (1re éd. 1756) (lire en ligne), « Castres », pp. 168 sqq.
- Eine Reise durch den Bliesgau